# Чемпіонат світу з трекових велоперегонів 1982
Чемпіонат світу з трекових велоперегонів 1982 проходив з 23 по 29 серпня 1982 року в Лестері, Велика Британія. Усього на чемпіонаті розіграли 14 комплектів нагород — 12 у чоловіків та 2 у жінок.

## Медалісти

### Чоловіки
Професіонали
| Дисципліна                         | Золото          | Срібло             | Бронза            |
| Спринт                             | Накано Коїчі    | Ґордон Сінґлтон    | Яве Каар          |
| Індивідуальна гонка переслідування | Ален Бондю      | Ханс-Хенрік Ерстед | Мауріціо Бідіност |
| Кейрін                             | Ґордон Сінґлтон | Денні Кларк        | Кітамура Тоору    |
| Гонка за очками                    | Урс Фройлер     | Гаррі Саттон       | Роман Херман      |
| Гонка за лідером                   | Мартін Венікс   | Вілфрід Пеффґен    | Бруно Вічіно      |

Аматори
| Дисципліна                         | Золото                                                                   | Срібло                                                             | Бронза                                                     |
| Спринт                             | Сергій Копилов                                                           | Лютц Хессліх                                                       | Емзар Гулашвілі                                            |
| Гіт на 1000 м                      | Фреді Шмідтке                                                            | Лотар Томс                                                         | Емануель Раш                                               |
| Індивідуальна гонка переслідування | Детлеф Мака                                                              | Рольф Ґольц                                                        | Маріо Херніг                                               |
| Командна гонка переслідування      | СРСР Костянтин Храбцов Олександр Краснов Валерій Мовчан Сергій Нікітенко | ФРН Роланд Ґюнтер Герхард Штріттматтер Аксель Боелох Міхаель Маркс | НДР Детлеф Мака Маріо Херніг Ґеральд Будер Фолькер Вінклер |
| Спринт на тандемах                 | Чехословаччина Іван Кучірек Павел Мартінек                               | ФРН Дітер Ґібкен Фреді Шмідтке                                     | Нідерланди С'яак Пітерс Тон Вролійк                        |
| Гонка за лідером                   | Габі Міннебоо                                                            | Маттеус Пронк                                                      | Райнер Подлеш                                              |
| Гонка за очками                    | Ханс-Йоахім Поль                                                         | Мікаель Маркуссен                                                  | Карл Кренауер                                              |

### Жінки
| Дисципліна                         | Золото           | Срібло          | Бронза         |
| Спринт                             | Конні Параскевін | Шейла Янг       | Клаудія Ломмач |
| Індивідуальна гонка переслідування | Ребекка Твіґ     | Конні Карпентер | Жанні Лонго    |

## Загальний медальний залік
| Місце  | Країна         | Золото | Срібло | Бронза | Загалом |
| ------ | -------------- | ------ | ------ | ------ | ------- |
| 1      | НДР            | 2      | 3      | 2      | 7       |
| 2      | США            | 2      | 2      |        | 4       |
| 3      | Нідерланди     | 2      | 1      | 1      | 4       |
| 4      | СРСР           | 2      |        | 1      | 3       |
| 5      | ФРН            | 1      | 4      | 2      | 7       |
| 6      | Канада         | 1      | 1      |        | 2       |
| 7      | Франція        | 1      |        | 2      | 3       |
| 8      | Японія         | 1      |        | 1      | 2       |
| 9      | Швейцарія      | 1      |        |        | 1       |
| 9      | Чехословаччина | 1      |        |        | 1       |
| 11     | Австралія      |        | 2      |        | 2       |
| 11     | Данія          |        | 2      |        | 2       |
| 13     | Італія         |        |        | 2      | 2       |
| 14     | Австрія        |        |        | 1      | 1       |
| 14     | Ліхтенштейн    |        |        | 1      | 1       |
| Всього | Всього         | 14     | 14     | 14     | 42      |